# Lliga espanyola d'hoquei sobre patins masculina 2013-2014
La quaranta-cinquena edició de la Lliga espanyola d'hoquei patins masculina, denominada en el seu moment OK Lliga, s'inicià l'11 d'octubre de 2013 i finalitzà el 7 de juny de 2014. El FC Barcelona fou campió, obtent el 25è títol de la lliga.

## Participants
| - FC Barcelona - Muralla Òptica Blanes - Calafell Tot l'Any - Cerceda - Monbus Igualada - Coinasa Liceo - ICG Software Lleida - Lloret | - Noia Freixenet - Reus Deportiu - Tordera - Moritz Vendrell - Vic - Vilafranca Capital del Vi - Vilanova - Voltregà |

## Llegenda
| Pts = Punts totals PJ = Partits jugats PG = Partits guanyats PE = Partits empatats PP = Partits perduts GF = Gols a favor |  | GC = Gols en contra DG = Diferència de gols (GF-GC) Ressaltat en verd = Equip guanyador de la lliga. Ressaltat en vermell = Equip descendent de categoria. (p) = Gol de penalti (pro.) = Gol en pròrroga |  |  |

## Classificació
| Pos | Equip                     | PJ | PG | PE | PP | GF  | GC  | SG   | Pts |
| --- | ------------------------- | -- | -- | -- | -- | --- | --- | ---- | --- |
| 1   | FC Barcelona              | 30 | 27 | 1  | 2  | 207 | 66  | 141  | 82  |
| 2   | Coinasa Liceo             | 30 | 23 | 3  | 4  | 167 | 81  | 86   | 72  |
| 3   | Vic                       | 30 | 19 | 4  | 7  | 116 | 81  | 35   | 61  |
| 4   | Reus Deportiu             | 30 | 16 | 5  | 9  | 147 | 117 | 30   | 53  |
| 5   | Moritz Vendrell           | 30 | 15 | 4  | 11 | 130 | 116 | 14   | 49  |
| 6   | Noia Freixenet            | 30 | 13 | 6  | 11 | 111 | 100 | 11   | 45  |
| 7   | Monbús Igualada           | 30 | 14 | 3  | 13 | 95  | 105 | -10  | 45  |
| 8   | Calafell Tot l'Any        | 30 | 13 | 5  | 12 | 112 | 115 | -3   | 44  |
| 9   | Cerceda                   | 30 | 12 | 7  | 11 | 121 | 118 | 3    | 43  |
| 10  | Voltregà                  | 30 | 11 | 8  | 11 | 107 | 97  | 10   | 41  |
| 11  | Vilafranca Capital del Vi | 30 | 11 | 5  | 14 | 112 | 107 | 5    | 38  |
| 12  | Tordera                   | 30 | 10 | 2  | 18 | 85  | 126 | -41  | 32  |
| 13  | ICG Software Lleida       | 30 | 9  | 4  | 17 | 90  | 118 | -28  | 31  |
| 14  | Lloret                    | 30 | 8  | 5  | 17 | 93  | 121 | -28  | 29  |
| 15  | Muralla Òptica Blanes     | 30 | 7  | 2  | 21 | 72  | 130 | -58  | 23  |
| 16  | Vilanova                  | 30 | 0  | 0  | 30 | 74  | 241 | -167 | 0   |